# 苏良赫
苏良赫（1914年—？），男，直隶（今河北）丰润人，中国工艺岩石学家、地质教育家，曾任中国地质大学（北京）教授、博士生导师。